# Helen Watts
Pour les articles homonymes, voir Watts (nom de famille).
Helen Watts (née le 7 décembre 1927, morte le 7 octobre 2009) est une contralto galloise.
Elle a connu une carrière internationale, notamment après la disparition prématurée de sa compatriote contralto Kathleen Ferrier en 1953.

## Discographie
- Songs for Courtiers and Cavaliers, Shubert, Schumann, Brahms, Wolf. LP Decca 1956 report CD Decca Eloquence 2019
- Richard Wagner : Le Crépuscule des dieux, rôle de la première Norne, sous la direction de Georg Solti, Decca Records SET292-7 1965
- Georg Friedrich Haendel : Cantates. orchestres et chefs divers, LP Decca 1965 report CD Decca Eloquence 2019
- Marc-Antoine Charpentier : 9 leçons de Ténèbres, La Grande Écurie et La Chambre du Roy, dir. Jean Claude Malgoire. 3 LP CBS - Sony 1978